# إميليانو ساليناس
إميليانو ساليناس (بالإسبانية: Carlos Emiliano Salinas)‏ هو محلل مالي واقتصادي مكسيكي، ولد في 1976 في المكسيك.